# Standard Vanguard
La Standard Vanguard est une voiture produite par la Standard Motor Company à Coventry, Angleterre entre 1947 et 1963.
La voiture, présentée en juillet 1947, était totalement neuve, sans aucune ressemblance avec les modèles précédents. Conçue en 1945, elle fut la première Standard d'après la Seconde Guerre mondiale et était destinée à l'exportation à travers le monde. Elle fut également le premier modèle à porter le nouvel insigne Standard, une représentation très stylisée d'ailes de griffon.
Dans le sillage de la Seconde Guerre mondiale, de nombreux clients potentiels au Royaume-Uni et sur les marchés anglais d'exportation avaient connu récemment plusieurs années de service militaire ou naval et donc un nom de voiture lié à la Marine britannique portait une plus grande résonance que pour les générations futures. Le nom Standard Vanguard rappelait le HMS Vanguard, le dernier cuirassé de la Marine britannique, lancé en 1944 dans un grand battage médiatique. L'autorisation d'utiliser le nom impliqua Standard dans de nombreuses négociations avec les hauts membres de la Marine royale.
Le style de la voiture a été calqué sur le modèle Plymouth 1942 (et vue de derrière). Walter Belgrove en était responsable. Les premières voitures avaient de profondes portes qui entraient dans le fond de la caisse. En 1952, le magazine The Motor nota que la Soviétique GAZ Pobieda " montre une certaine ressemblance extérieure avec la Standard Vanguard ".
La Vanguard fut dévoilée au public au salon de l'Automobile de Bruxelles en février 1948. Elle commence à sortir des chaines de montage au milieu de 1948, mais toute la production est réservée à l'exportation. Un break et un pickup utilitaire sont annoncés en septembre, puis une camionnette de livraison de 12 cwt (600 kg). Des guêtres sont montées sur les roues arrière à partir de septembre 1949.
Les voitures eurent par la suite des portes moins profondes. En 1950, la Vanguard et la Triumph Renown sont les premières voitures à être équipées d'un overdrive Laycock de Normanville sans embrayage, contrôlé à partir du levier de vitesses. La voiture Phase 2 devient disponible avec l'overdrive Laycock sur les deuxième et troisième rapports de la boîte à trois vitesses, en faisant une boîte à cinq vitesses.
En Scandinavie, Standard commercialisa la berline Standard Ten " Vanguard Junior ".

## Vanguard Phase I

### Châssis et train roulant
La voiture, dessinée par Walter Belgrove, utilise un châssis conventionnel sur lequel est montée la carrosserie à flancs continus. Le châssis est utilisé plus tard pour la Triumph 2000 roadster. La suspension est indépendante à l'avant avec des ressorts hélicoïdaux, tandis qu'un essieu rigide et des ressorts à lames suspendent l'arrière. Des barres antiroulis sont placées à l'avant et à l'arrière. Les freins à tambour de 23 cm sur les quatre roues sont à commande hydraulique, et pour offrir un maximum d'espace intérieur, le changement de vitesse est placé sur la colonne de direction, à droite du volant, puis plus tard à gauche pour la commande manuelle de l'overdrive.

### Moteur
Le même moteur quatre cylindres en ligne est utilisé pour toute la gamme jusqu'à l'avènement de la Six en 1960, et est à soupapes en tête avec un alésage de 85 mm et une course de 92 mm, et un simple carburateur Solex. Le taux de compression est de 6,7:1 (après la guerre, la qualité de l'essence est très médiocre). Des chemises de cylindre humides sont montées. Le bloc moteur était essentiellement le même que celui fait plus tard par Standard pour le tracteur Ferguson, modifié pour une utilisation agricole.

### La Transmission
Au début, la transmission est à trois vitesses synchronisées sur tous les rapports de marche avant, contrôlée à l'aide d'un levier monté sur la colonne de direction. L'option overdrive de Laycock de Normanville annoncée fin 1949 devient disponible en juin 1950, les acheteurs du Royaume-Uni ajoutent un peu moins de £45 y compris la taxe à l'achat. Les overdrives Laycock sont pilotés par câble sur la vitesse supérieure jusqu'en 1954, lorsqu'un solénoïde électrique est ajouté.

### Élargissement de la gamme de carrosseries
Un break rejoint la gamme en 1950 et, pour la Belgique seulement, certains cabriolets sont faits par le carrossier Impéria.

### Essai routier
Une voiture testée par le magazine The Motor en 1949 avait une vitesse de pointe de 127 km/h et put accélérer de 0 à 97 km/h en 21,5 secondes. Une consommation de carburant de 12,3 L/100 km fut enregistrée. La voiture de l'essai coûtait £671 taxes comprises.

### Commercialement
En phase avec la politique d'exportation britannique d'après-guerre, pratiquement l'ensemble de la production est exporté durant les deux premières années de production, et ce n'est qu'en 1950 qu'une part significative de livraisons a pu faire démarrer le marché intérieur. La Vanguard fut conçue pour réaliser des ventes à l'exportation, en particulier vers l'Australie. Au cours de l'immédiat après-guerre, les voitures n'étant plus fabriquées depuis des années, se créa un « marché de vendeur » caractérisé par une forte demande et une offre particulièrement réduite. La disponibilité restreinte de la Vanguard contribua à attirer des acheteurs.
Dans le marché allemand, la Standard Vanguard enregistra 405 ventes en 1950, faisant d'elle la troisième voiture importée la plus populaire, dans une liste qui reprenait de beaucoup plus petites voitures françaises et italiennes. Les ventes de la Vanguard en 1950 représentaient plus de 70 % des voitures britanniques vendues en Allemagne de l'Ouest cette année-là, les clients des autres fabricants du Royaume-Uni ayant été surpris à la fin des années 1940 par l'absence de réseau de concessionnaires et les difficultés d'obtenir des pièces de rechange.

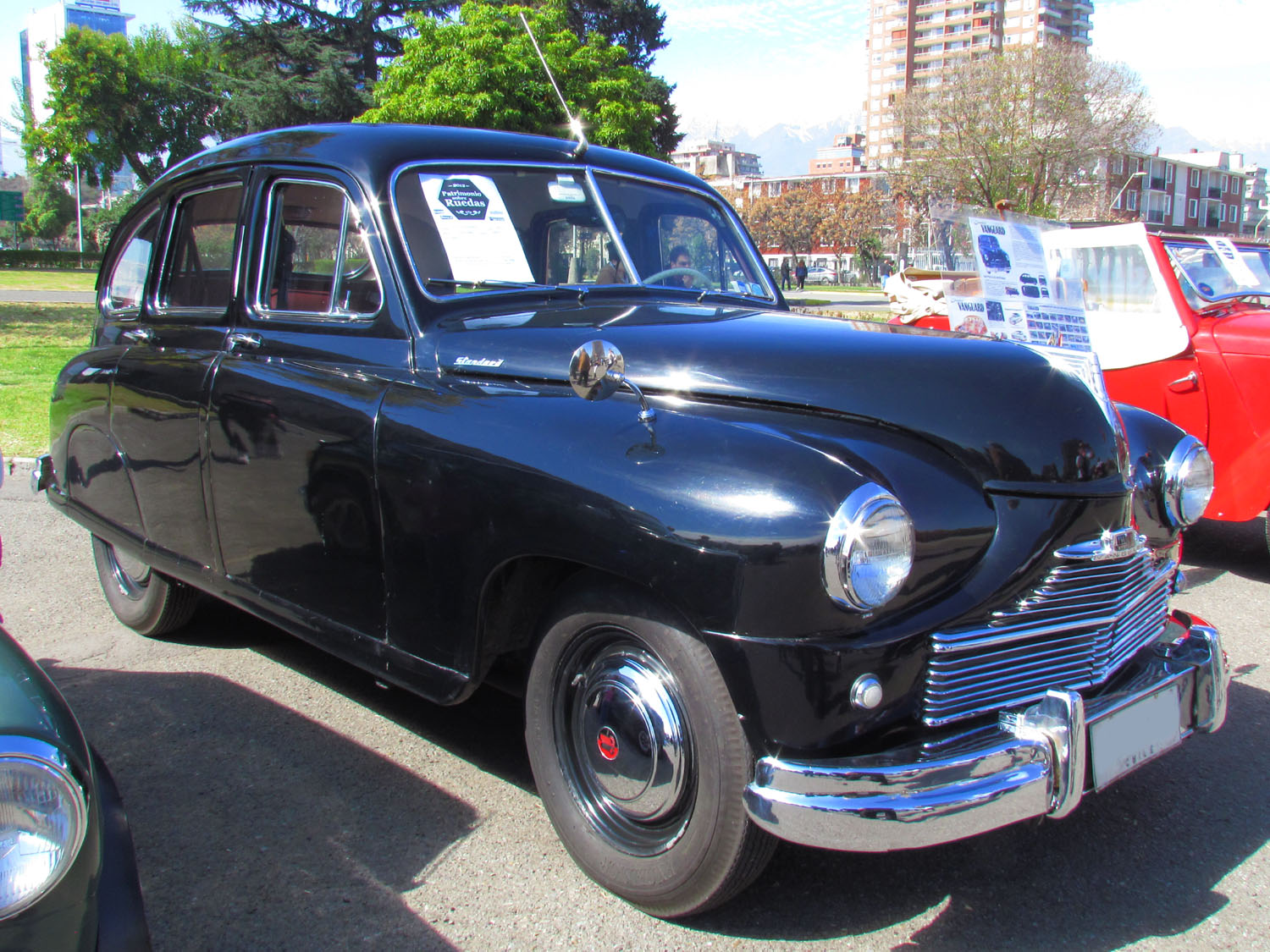
Berline Standard Vanguard Phase I
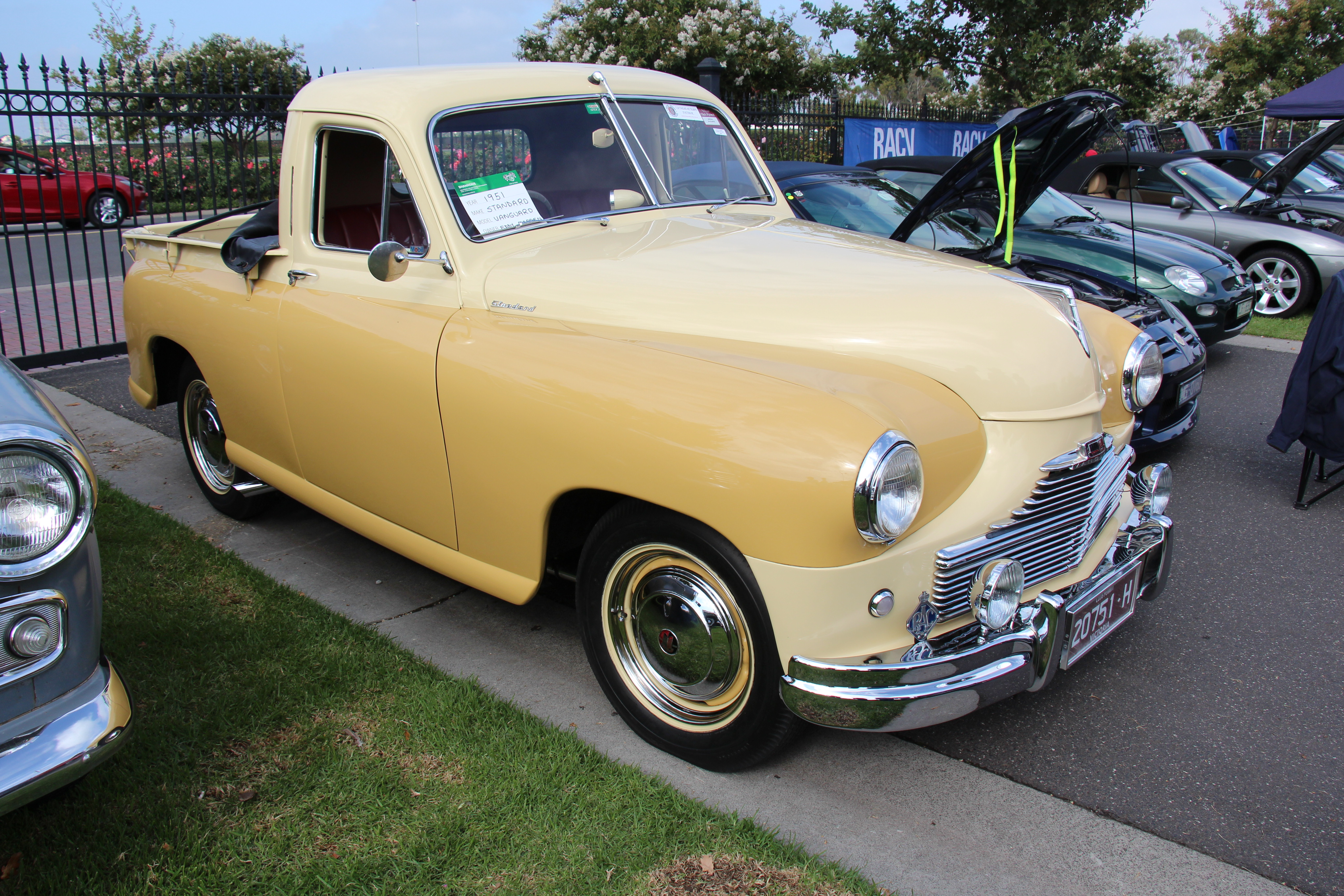
Coupé Utilitaire Standard Vanguard Phase I
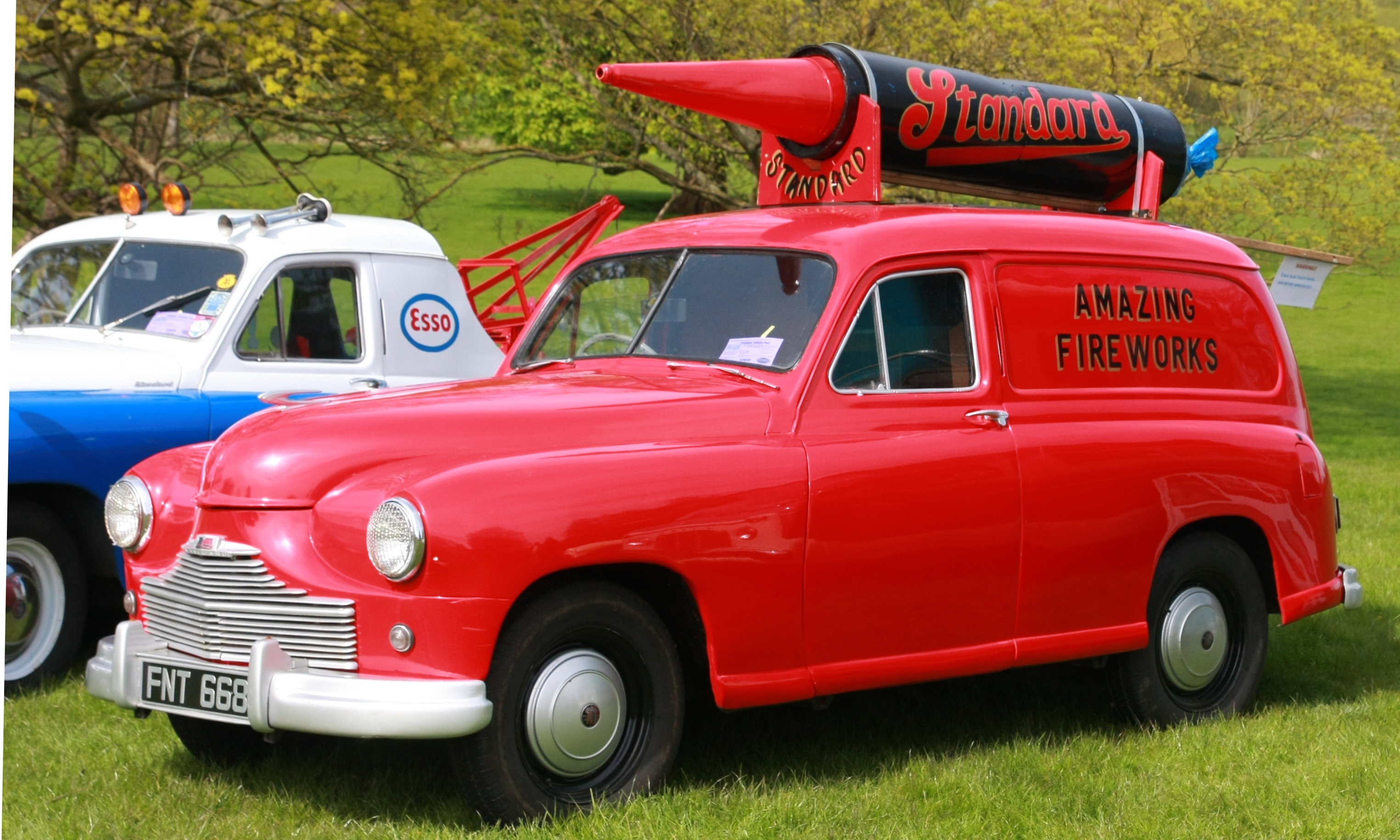
Camionnette Standard Vanguard Phase I
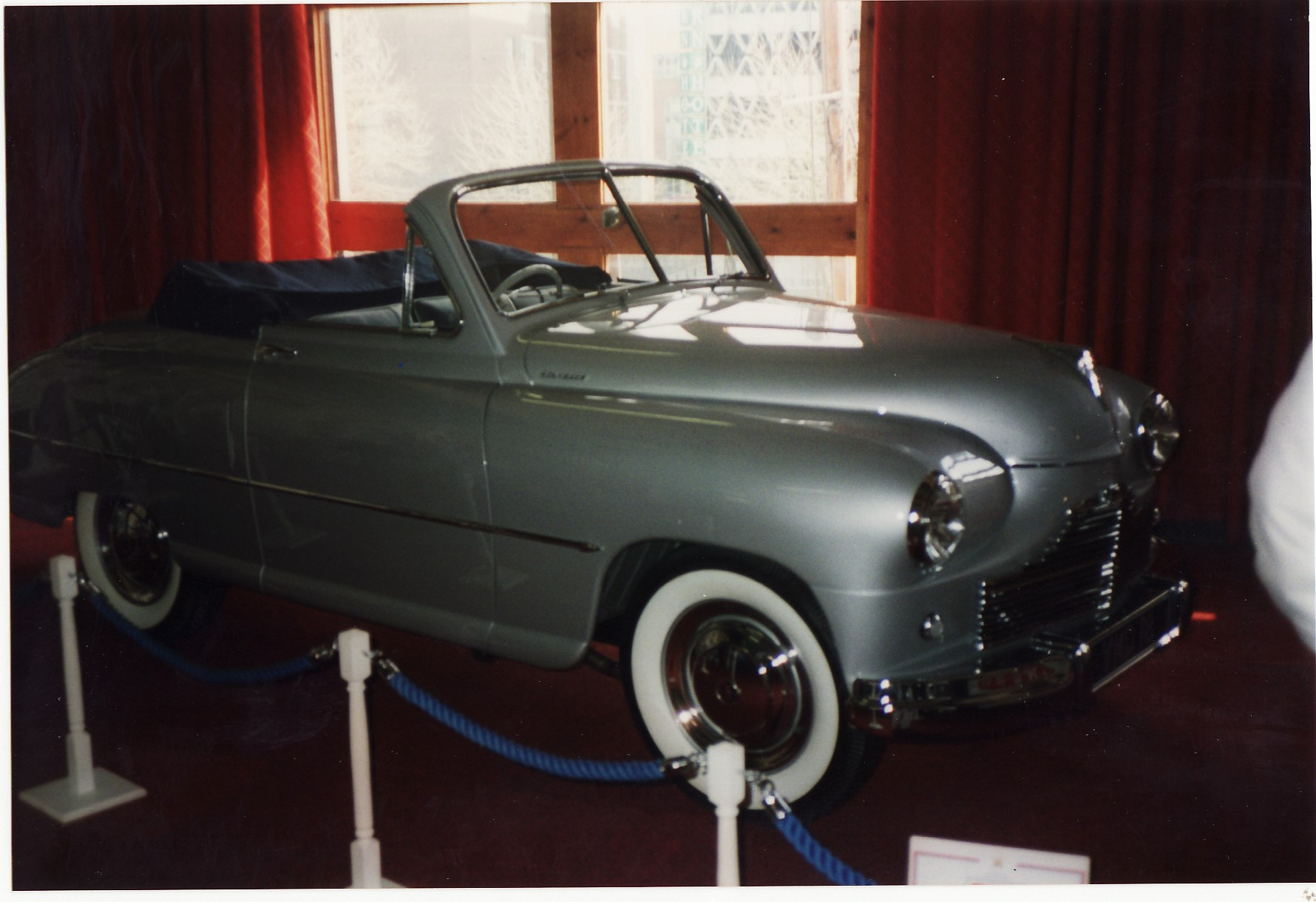
Cabriolet Standard Vanguard Phase I carrossé par Imperia en Belgique
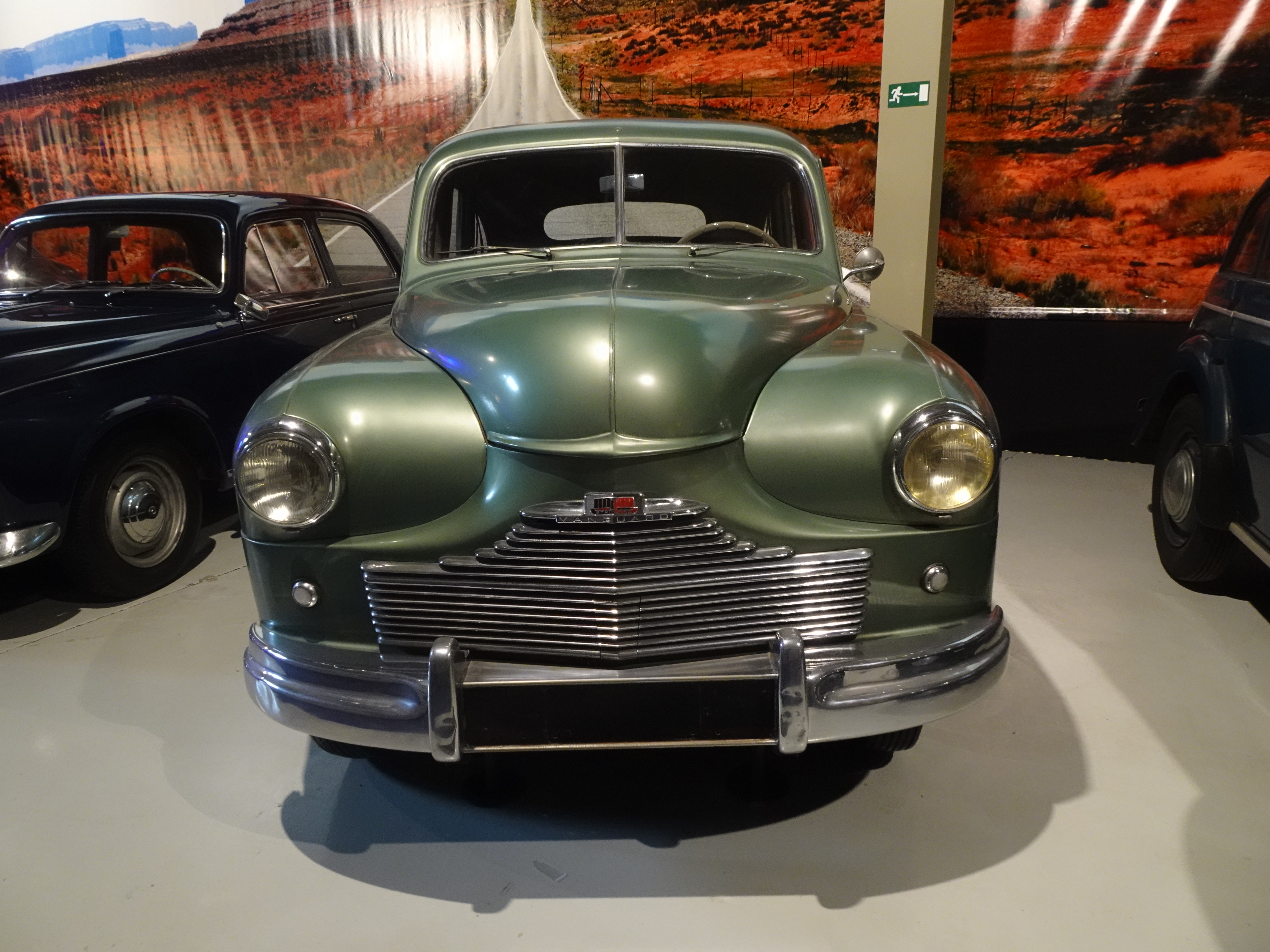
Standard Vanguard (1ère génération) au musée Autoworld

### Phase 1A - lifting de 1952
La carrosserie est mise à jour en 1952, avec un abaissement de la ligne de capot, un élargissement de la lunette arrière et une nouvelle calandre avec une large barre chrome horizontale remplaçant la calandre d'origine étroite à lamelles.

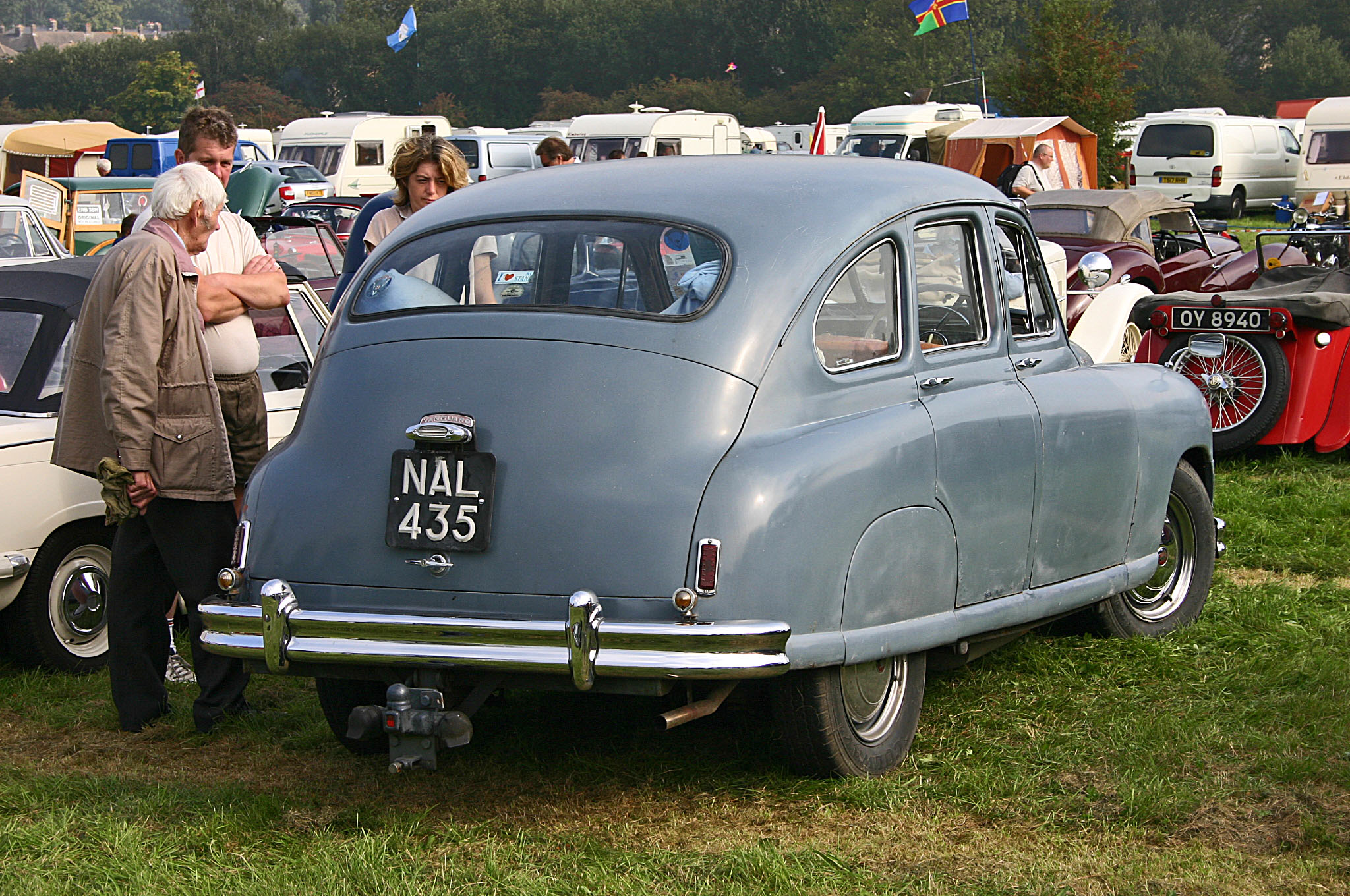
Berline Standard Vanguard Phase 1A
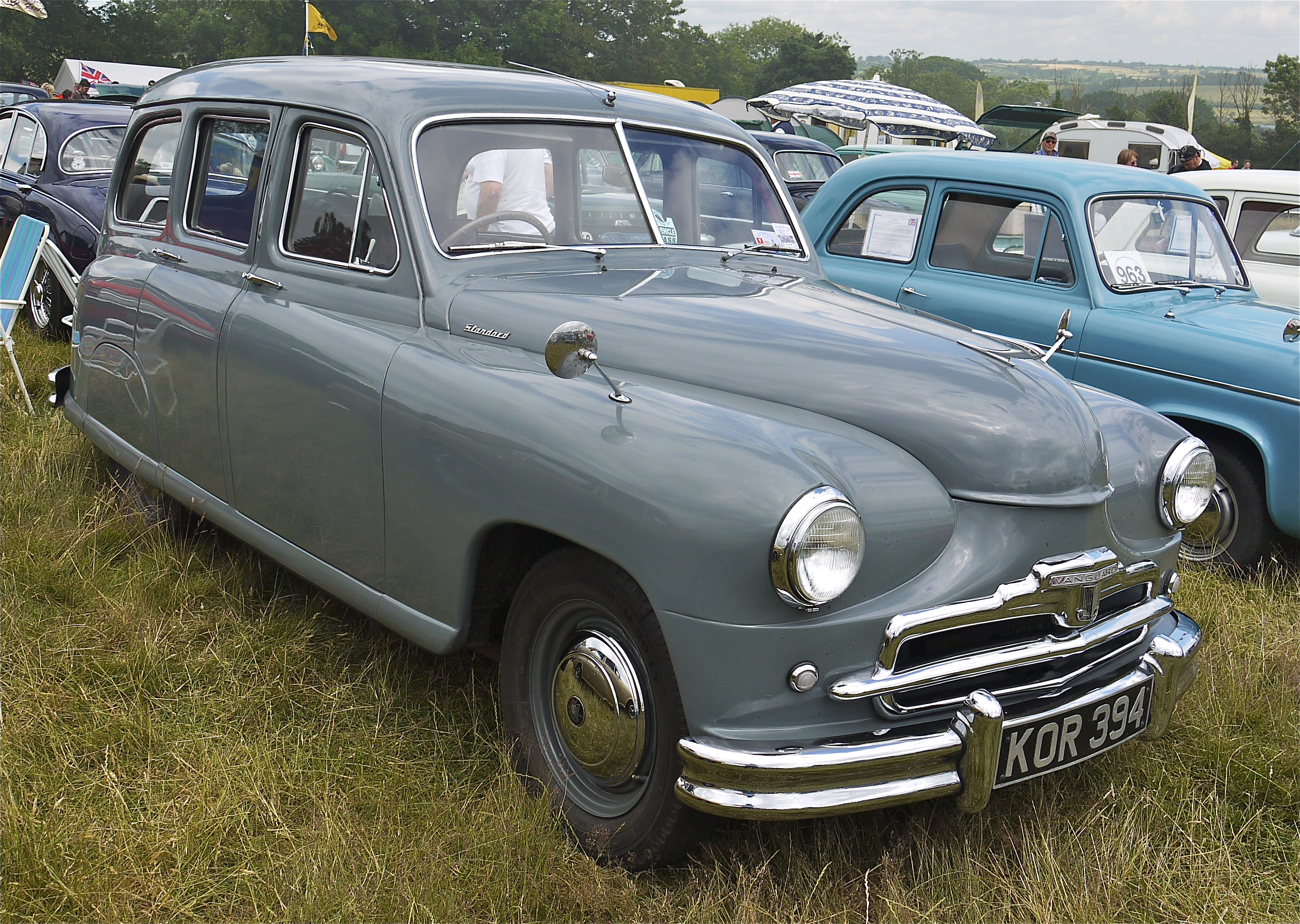
Break Standard Vanguard Phase 1A
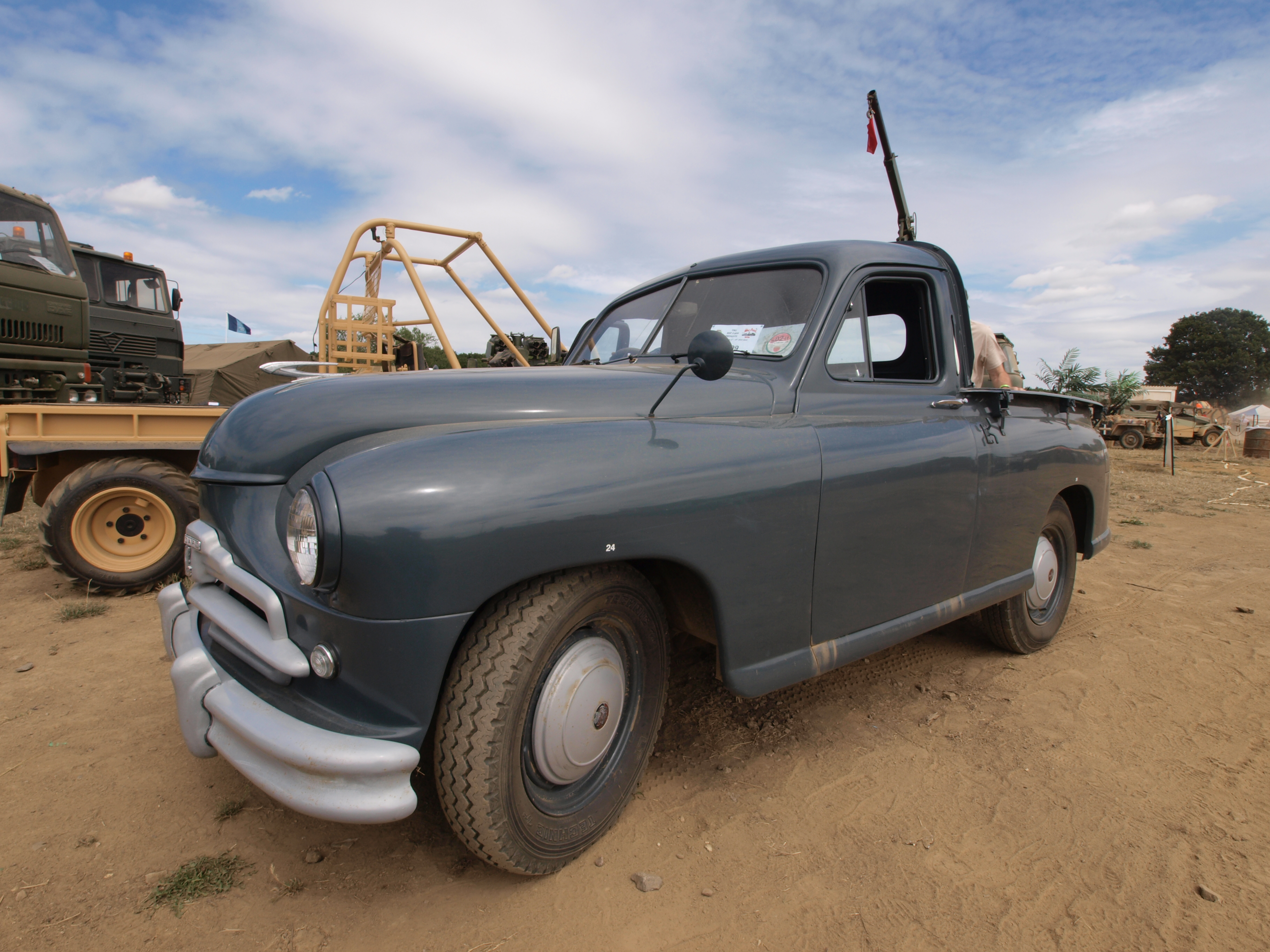
Pick-up Standard Vanguard Phase 1A

## Vanguard Phase II
L'importateur suisse de la Vanguard était une firme énergique, la société AMAG, qui prendra par la suite la franchise Volkswagen pour la Suisse. AMAG assemblait les Vanguard Phase 1 pour le marché suisse  et c'est au Salon de Genève de mars 1953 qu'une évolution significative fut dévoilée : la Vanguard Phase II était de conception Ponton contemporaine. La capacité du coffre s'accroit de 50 % en comparaison de celui de la Phase I, et la visibilité est nettement améliorée grâce à une lunette arrière élargie. Une nouvelle calandre élargie englobe maintenant les feux de position.
Il y a peu de changements mécaniques, mais la commande de l'embrayage par câble est remplacée par un fonctionnement hydraulique et le moteur a un taux de compression augmenté à 7,2:1. Les barres antiroulis ne sont plus utilisées. Des pneus plus larges de 6.00×16 sont montés pour améliorer la tenue de route.
Une voiture testée par le magazine The Motor, sans l'option overdrive, avait une vitesse de pointe de 130 km/h et put accélérer de 0 à 97 km/h en 19,9 secondes. Une consommation de carburant de 12,0 L/100 km a été enregistrée pendant l'essai.
En février 1954, Standard devient le premier constructeur automobile britannique à offrir un moteur Diesel de série. Le châssis fut renforcé pour supporter le surpoids du moteur Diesel et les performances laissaient sérieusement à désirer, la voiture atteignant à peine 105 km/h. le bloc moteur Diesel Standard était le même que sur les tracteurs Ferguson. Les moteurs Diesel montés sur les tracteurs étaient limités à 2 200 tr/min et développaient 25 ch (19 kW) mais les moteurs des Vanguard n'avaient pas de limiteur et produisaient 60 ch (45 kW) à 3 800 tr/min. Ils conservaient cependant les systèmes « Ki-Gass » de décompression et de suralimentation, qui devaient être opérés manuellement lors des démarrages à froid. 1.973 Vanguard Diesel furent construites.
En 1954, le magazine The Motor a testé la version Diesel et a enregistré une vitesse de pointe de 106,5 km/h, une accélération de 0 à 80 km/h en 31,6 secondes et une consommation de carburant de 7,5 L/100 km. La voiture de l'essai, équipée de l'overdrive, coûtait € 1.099, taxes incluses.

Pour 1955, le coupé utility construit en Australie a reçu une queue restylée qui a donné plus d'espace dans la zone de cargaison. Il a également présenté une nouvelle lunette arrière pleine largeur et l'amélioration de certaines caractéristiques de la cabine. Comme la variante coupé utilitaire de la Phase III n'est pas encore disponible, une mise à jour de la Phase II de l'utilitaire est proposée en 1956 avec une calandre en mailles, une peinture deux tons et de nouvelles garnitures intérieures.

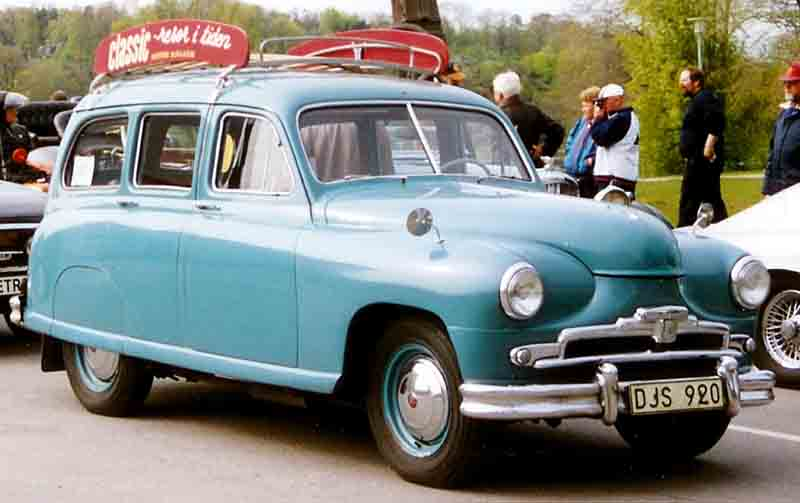
Standard de l'avant-garde de la Phase II de l'Immobilier.
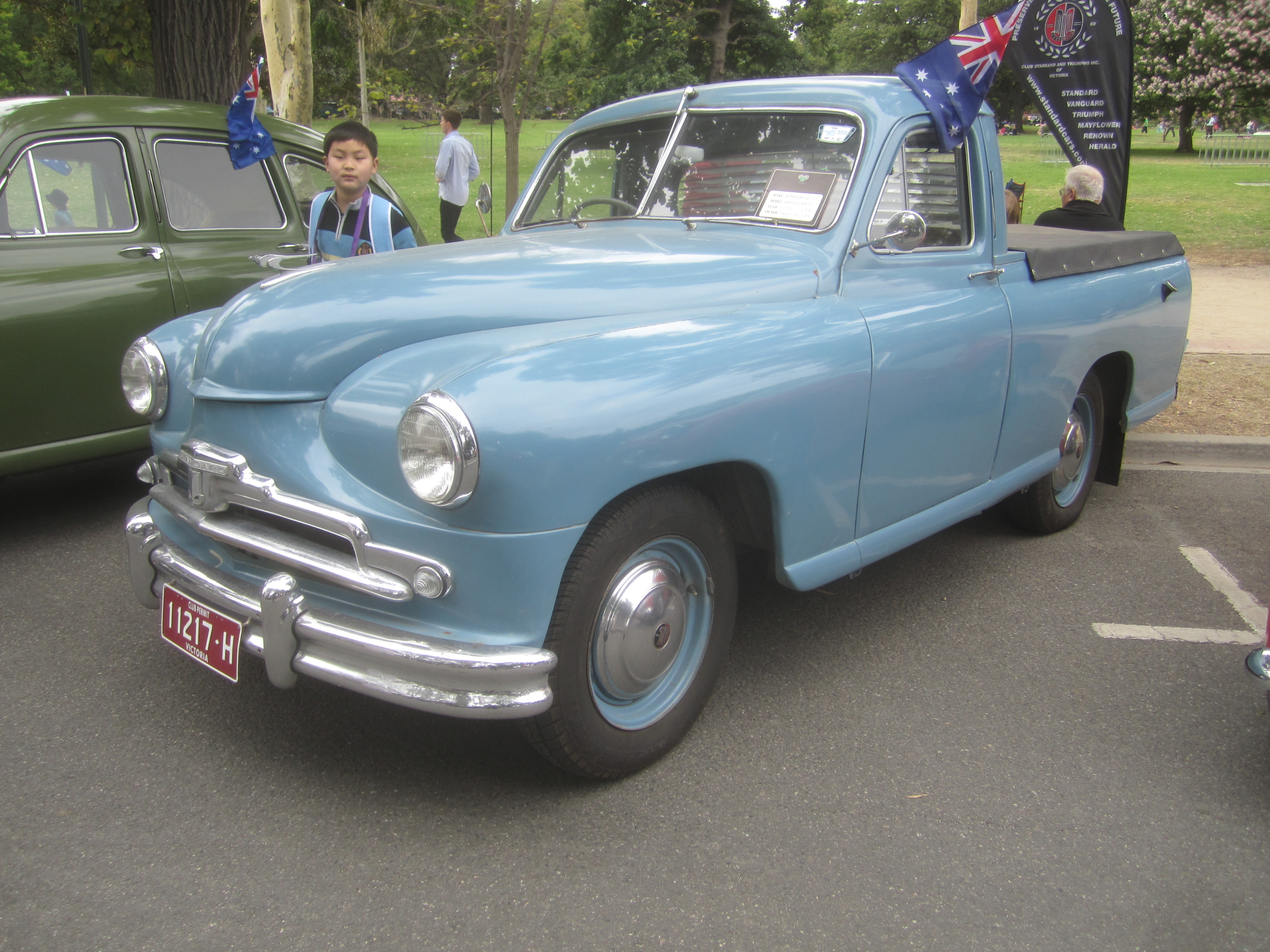
Standard de l'avant-garde de la Phase II de l'Utilitaire.
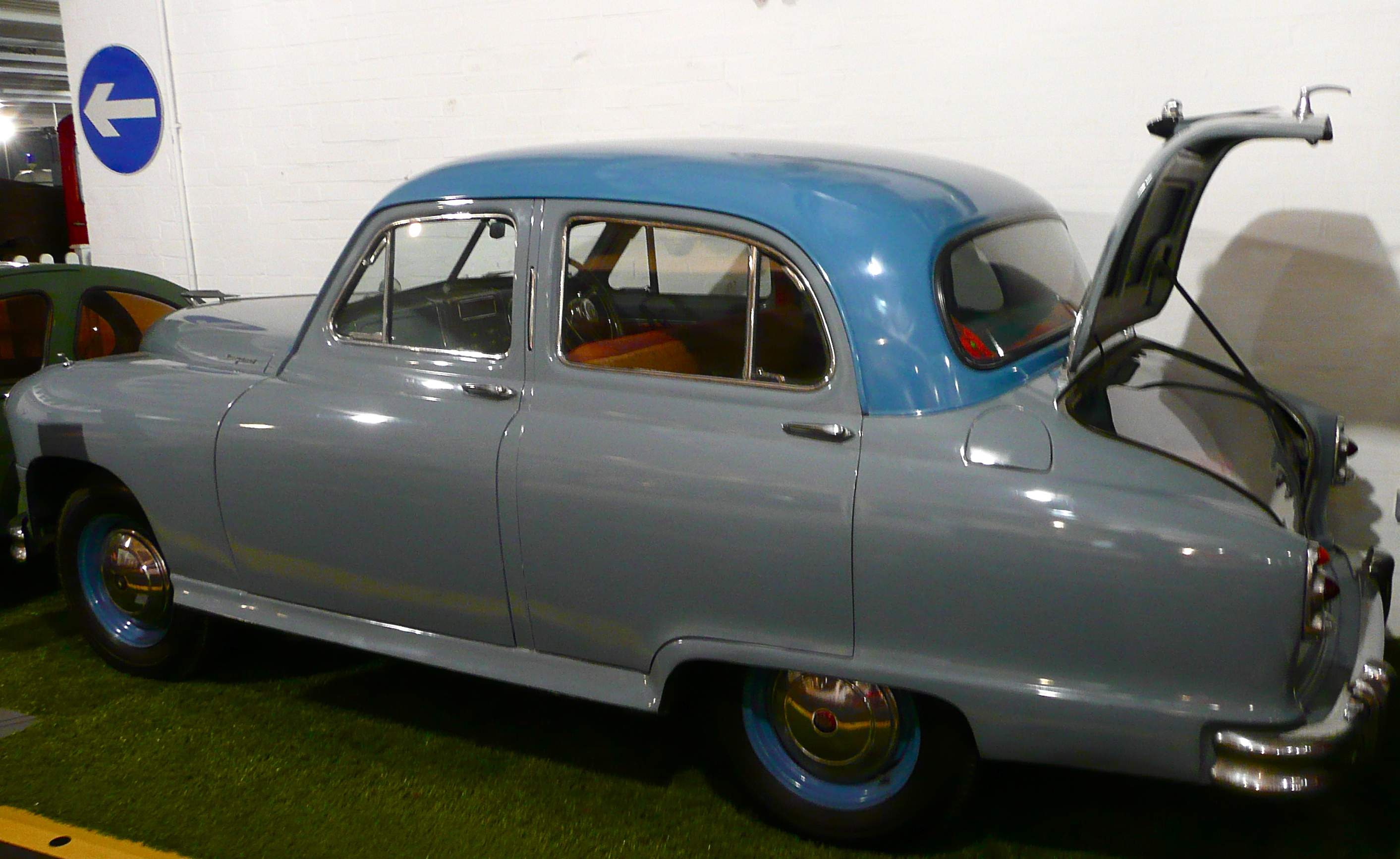
Standard de l'avant-garde de la Phase II Berline.

## Vanguard Phase III, Sportsman et Ensign
La Phase III, mise sur le marché à l'Earl's court Motor Show à la mi-octobre 1955, est un changement radical avec l'élimination du châssis séparé. Il y a un chevauchement de disponibilité de l'ancien modèle avec le break Phase II qui continue jusqu'en 1956.
Le carburant au Royaume-Uni n'est plus limité à l' " essence de piscine " de 72 octane des années 1940 et du début des années 1950, et avec les augmentations modestes des indices d'octane disponibles, la Vanguard a un taux de compression augmenté à 7.0:1. Le moteur de 2.088 cm³ avec son unique carburateur Solex produit maintenant 69 cv (51 kW).
La suspension avant est indépendante à ressorts hélicoïdaux, et est boulonnée à un important sous-châssis qui réalise également la recirculation des billes de la direction. Des ressorts à lames semi-elliptiques suspendent l'essieu arrière. Des freins hydrauliques Lockheed à tambours de 229 mm équipent les quatre roues. Le changement de vitesses sur la colonne commande une boîte à trois rapports et l'overdrive optionnel est actionné par un interrupteur sur la colonne de direction. Un changement de vitesses au plancher, à quatre rapports, est devenu une option.
La nouvelle carrosserie est abaissée et a une surface vitrée agrandie, donnant un aspect beaucoup plus moderne, et le vieux pare-brise plat en deux pièces est remplacé par un pare-brise incurvé d'une seule pièce. L'empattement est augmenté de 200 mm, donnant beaucoup plus de place aux passagers. Un chauffage est maintenant de série. Les banquettes sont équipées à l'avant et à l'arrière d'un accoudoir central. Elles sont recouvertes de Vynide, le cuir est disponible en option.
La voiture est plus légère et les rapports de transmission sont modifiés pour offrir une plus grande économie pour des performances pratiquement inchangées.
Une voiture avec overdrive a été testée par le magazine Britannique The Motor en 1956. Elle avait une vitesse de pointe de 134,7 km/h et accélérait de 0 à 97 km/h en 21,7 secondes pour une consommation de carburant de 10,9 L/100 km. La voiture de l'essai coûtait £998 taxes comprises.
Pour 1957, la Phase III produite en Australie fait peau neuve avec une nouvelle calandre maillée. En outre, la berline arbore désormais des ailettes à l'arrière.

### Vanguard Sportsman
Un modèle de performance, la Vanguard Sportsman, destiné à être badgée Triumph Renown jusqu'à peu de temps avant le lancement est annoncé en août 1956 avec un moteur optimisé délivrant 90 cv (67 kW) ayant des caractéristiques similaires à la voiture de sport Triumph TR3. Cette optimisation inclut une augmentation du taux de compression à 8.0:1, des carburateurs SU jumeaux,  et l'amélioration des pistons. Toutefois, la Sportsman avait le collecteur d'aspiration et les carburateurs montés à un angle différent de celui de la TR3 et son moteur avait le même alésage de 85 mm de que la Vanguard et non pas le 83 mm de la TR3. Le dernier rapport de démultiplication a été abaissé à 4,55:1 pour donner une meilleure accélération, et de plus grands tambours de 254 mm sont utilisés pour les freins. La version standard a une banquette à l'avant, mais des sièges distincts sont en option.
Bien que partageant la même carrosserie de base que les autres modèles de Vanguard, la Sportsman avait des variations de conception, dont une calandre plus carrée, qui donne à la voiture une apparence plus carrée et plus élevée que les modèles ordinaires.
Quelque 901 exemplaires de la Sportsman ont été faits jusqu'à 1958. La Sportsman est ensuite devenue disponible sur commande spéciale, et environ cinquante voitures furent encore construites (principalement des breaks) entre 1958 et 1960. Un petit nombre a été fabriqué avant le relooking Vignale de 1958. Le magazine Popular Classics testa une Sportsman en 1994, déclarant qu'un total de 962 furent construites.
Une Sportsman avec overdrive a été testée par le magazine britannique The Motor en 1956 qui enregistra une vitesse de pointe de 146 km/h, une accélération de 0 à 97 km/h en 19,2 secondes et une consommation de carburant de 11,0 L/100 km. La voiture de l'essai coûtait £1231, taxes incluses.

### Standard Ensign
Un modèle de base, l'Ensign, avec un moteur de 1.670 cm³ a été annoncé en octobre 1957, redessiné par Michelotti. L'Ensign a partagé sa carrosserie avec la Vanguard Série III, mais elle avait des spécifications amoindries à divers égards, notamment une calandre, une planche de bord et le tableau de bord simplifiés. Malgré les spécifications inférieures, l'Ensign a été la première Vanguard ayant une boîte à quatre vitesses. Le levier de vitesses est déplacé de la colonne au plancher, et un overdrive est en option. Beaucoup ont été fournies à des sociétés et à l'armée. 18.852 ont été produites au total. Une version DeLuxe suivit en 1962 et 1963, avec un plus grand moteur de 2.138 cm³. Contrairement à la version d'origine de plus petite cylindrée, la DeLuxe est également disponible comme break.
Une Ensign de 1.670 cm³ a été testée par le magazine Britannique The Motor en 1958. Il a enregistré une vitesse de pointe de 124,9 km/h, une accélération de 0 à 97 km/h en 24,4 secondes et une consommation de carburant de 9,9 L/100 km. La voiture de l'essai coûtait £899, taxes de 300£ comprises.
En janvier 1960, une Ensign Diesel est annoncée, avec le moteur compact "P4C" de 1,6 litre à quatre cylindres produit par les spécialistes Perkins de Peterborough. La puissance de sortie revendiquée était de 43 cv (32 kW) avec une consommation de carburant " d'environ 5,6 L/100 km ". Ces valeurs, compte tenu de la taille de la voiture, suggèrent des chiffres relativement modestes de la vitesse de pointe et de l'accélération.

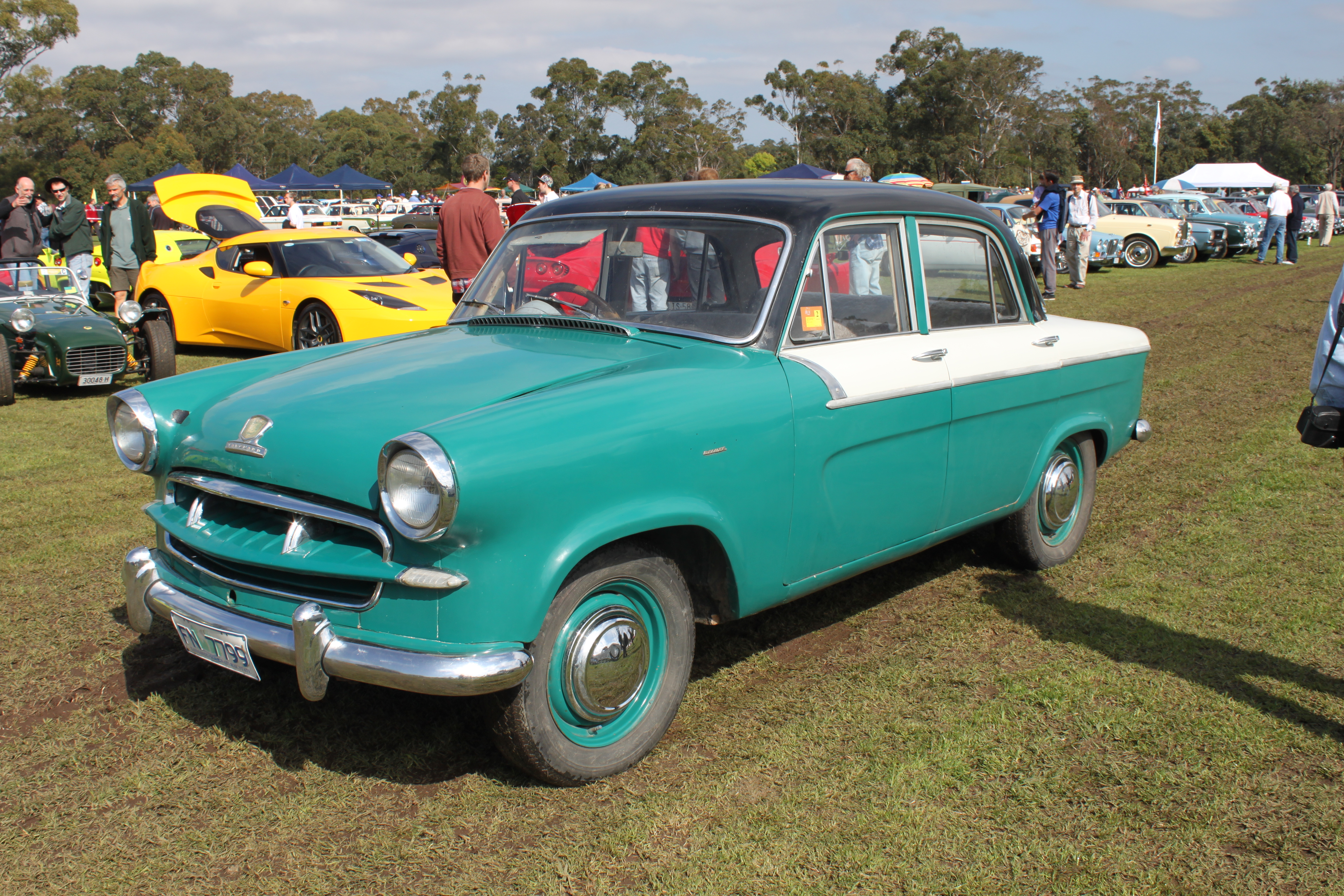
Berline Standard Vanguard Phase III.
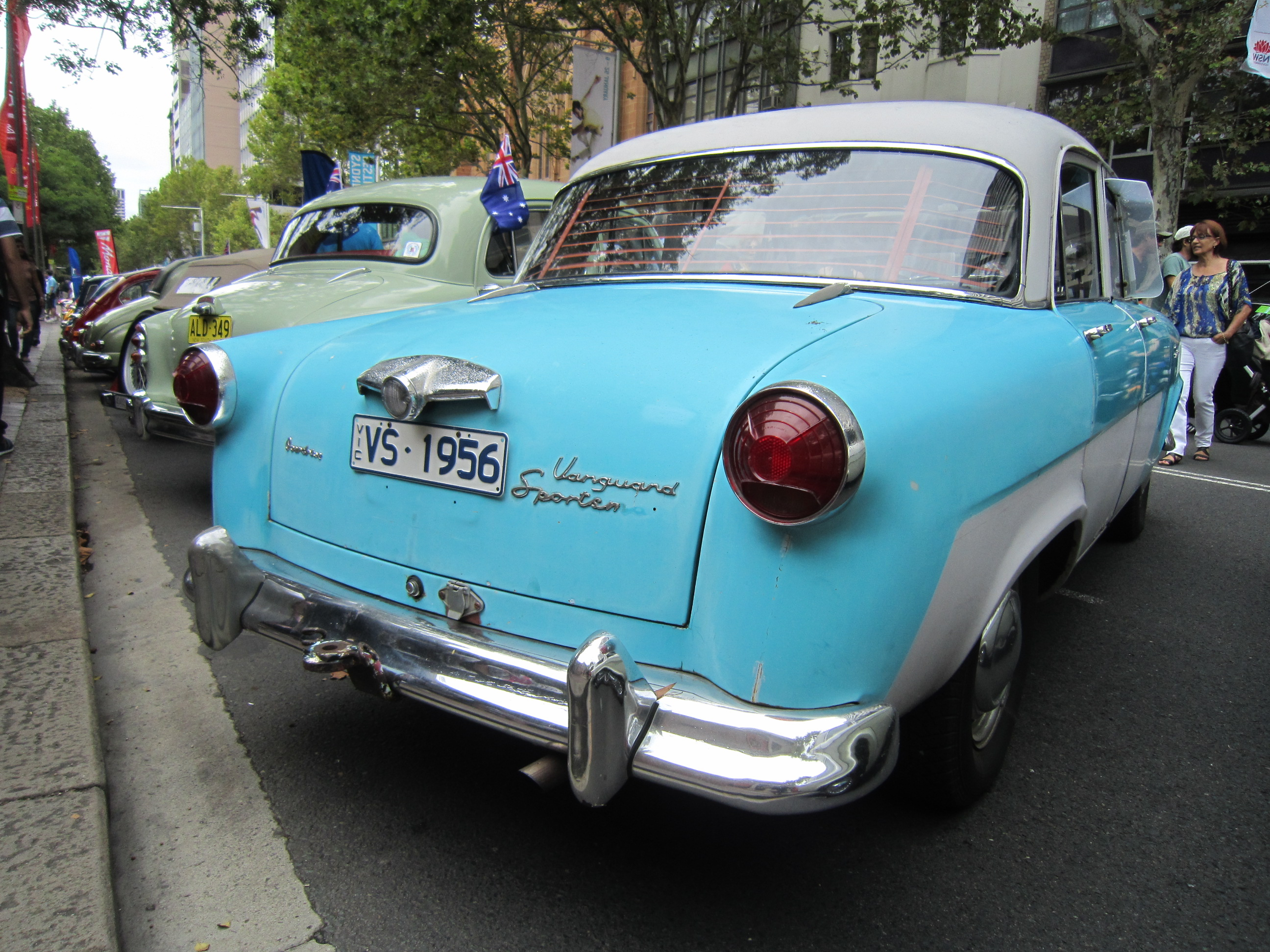
Standard Vanguard Sportsman.
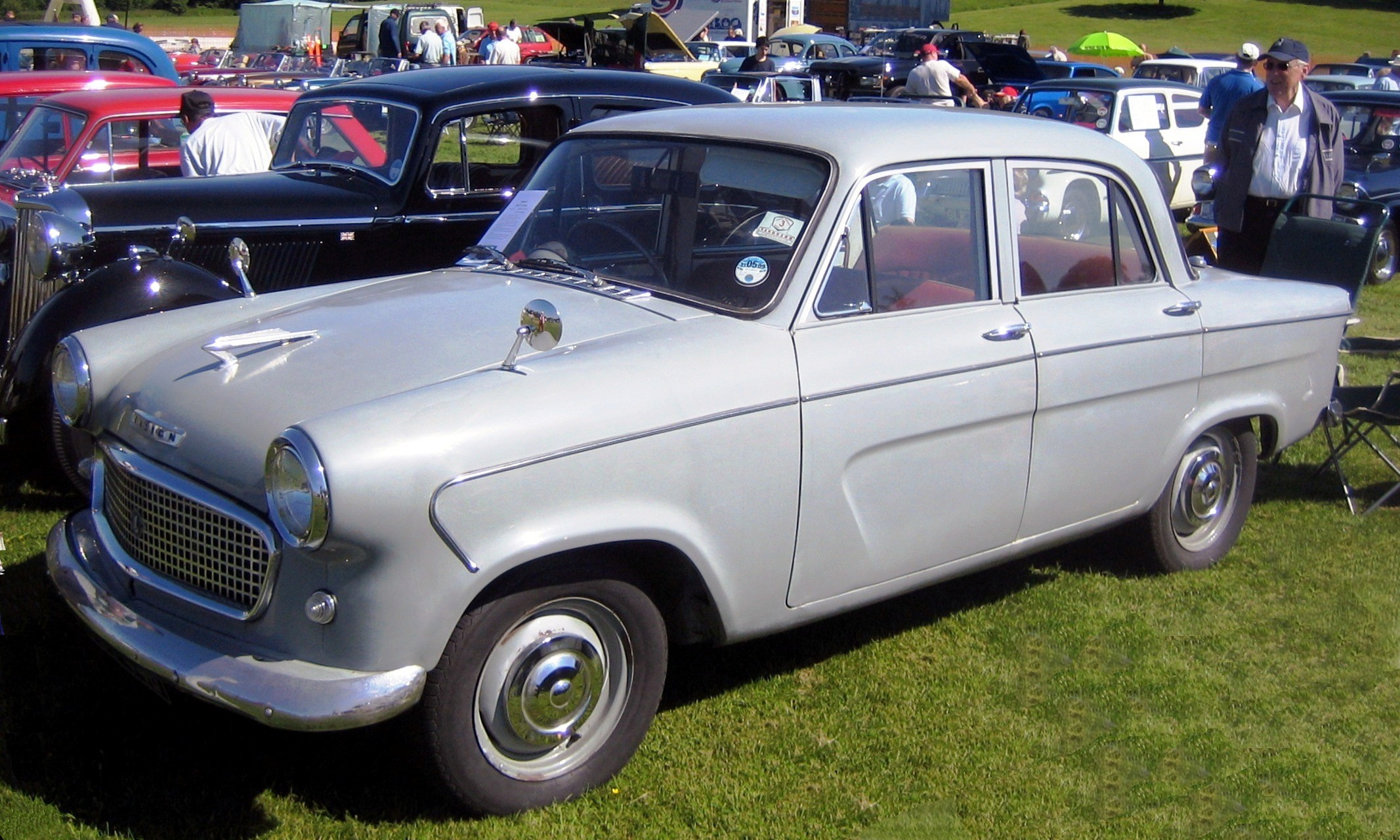
Berline Standard Ensign.
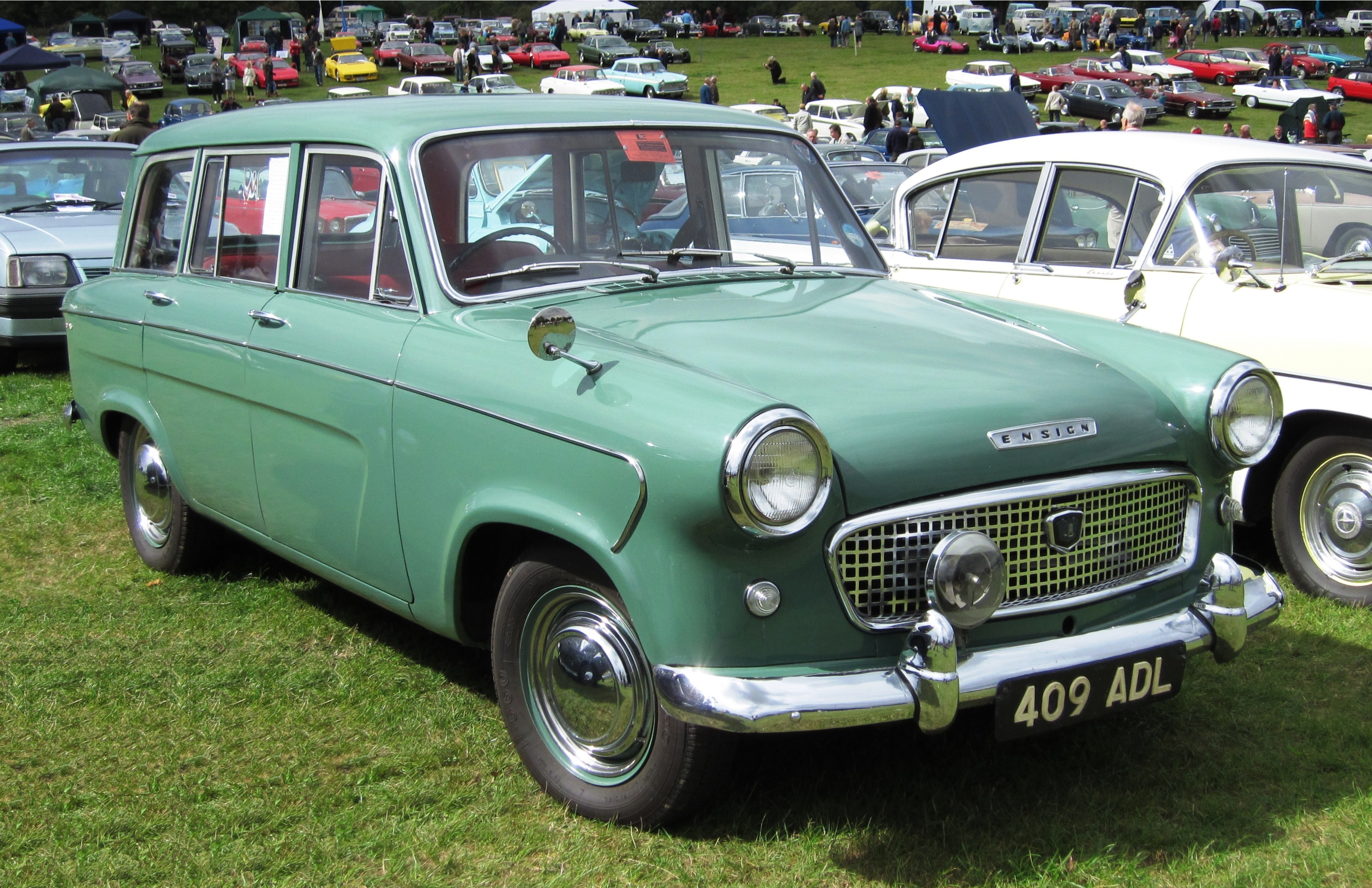
Break Standard Ensign.

## Vanguard Vignale
Un face-lift de la Phase III a été conçu par le styliste italien Giovanni Michelotti et le carrossier Vignale en 1958, et a été introduit en octobre 1958 à l'Earl's court Motor Show. Le pare-brise et la lunette arrière sont plus profondes, et la calandre et la garniture sont revues. Une boîte manuelle à quatre vitesses avec levier au plancher est standard, et une boîte à trois vitesses à changement à la colonne est proposée en option. Un overdrive est également proposé une option, ainsi qu'une boîte automatique. Une voiture automatique est connue pour avoir survécu - il peut y en avoir d'autres.
La voiture a des banquettes à l'avant et l'arrière couvertes en Vynide. Le cuir est en option sur le marché intérieur et la toile pour l'exportation. Un chauffage et (inhabituel pour l'époque) des lave-glaces électriques sont montés d'usine, même si la radio reste une option.

Une Vignale avec overdrive a été testée par le magazine Britannique The Motor en 1959. Il a enregistré une vitesse de pointe de 133,3 km/h, une accélération de 0 à 97 km/h en 20,8 secondes et une consommation de carburant de 10,1 L/100 km. La voiture de l'essai coûtait £1147, taxes de £383 incluses.

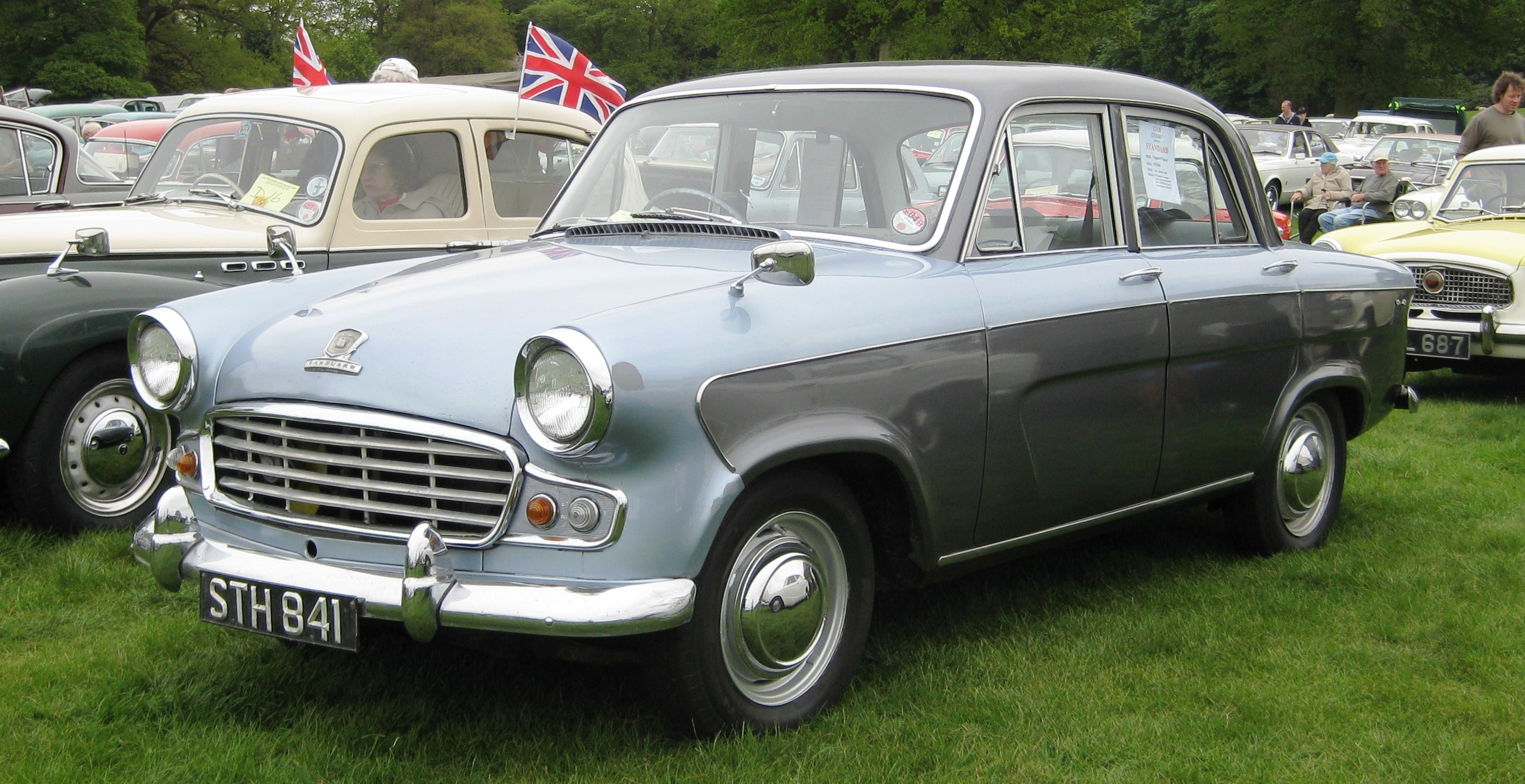
Berline Standard Vanguard Vignale.
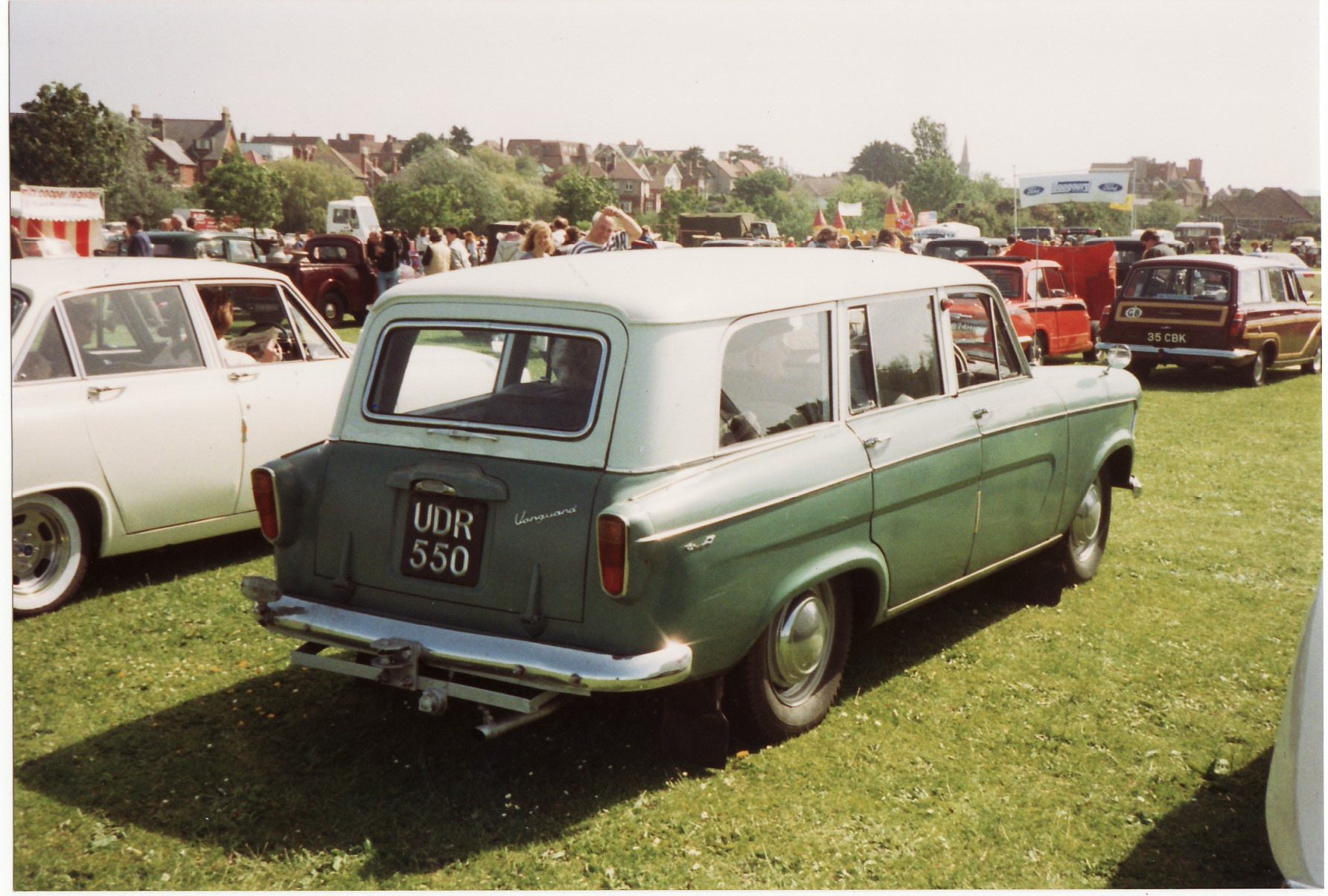
Break Standard Vanguard Vignale.
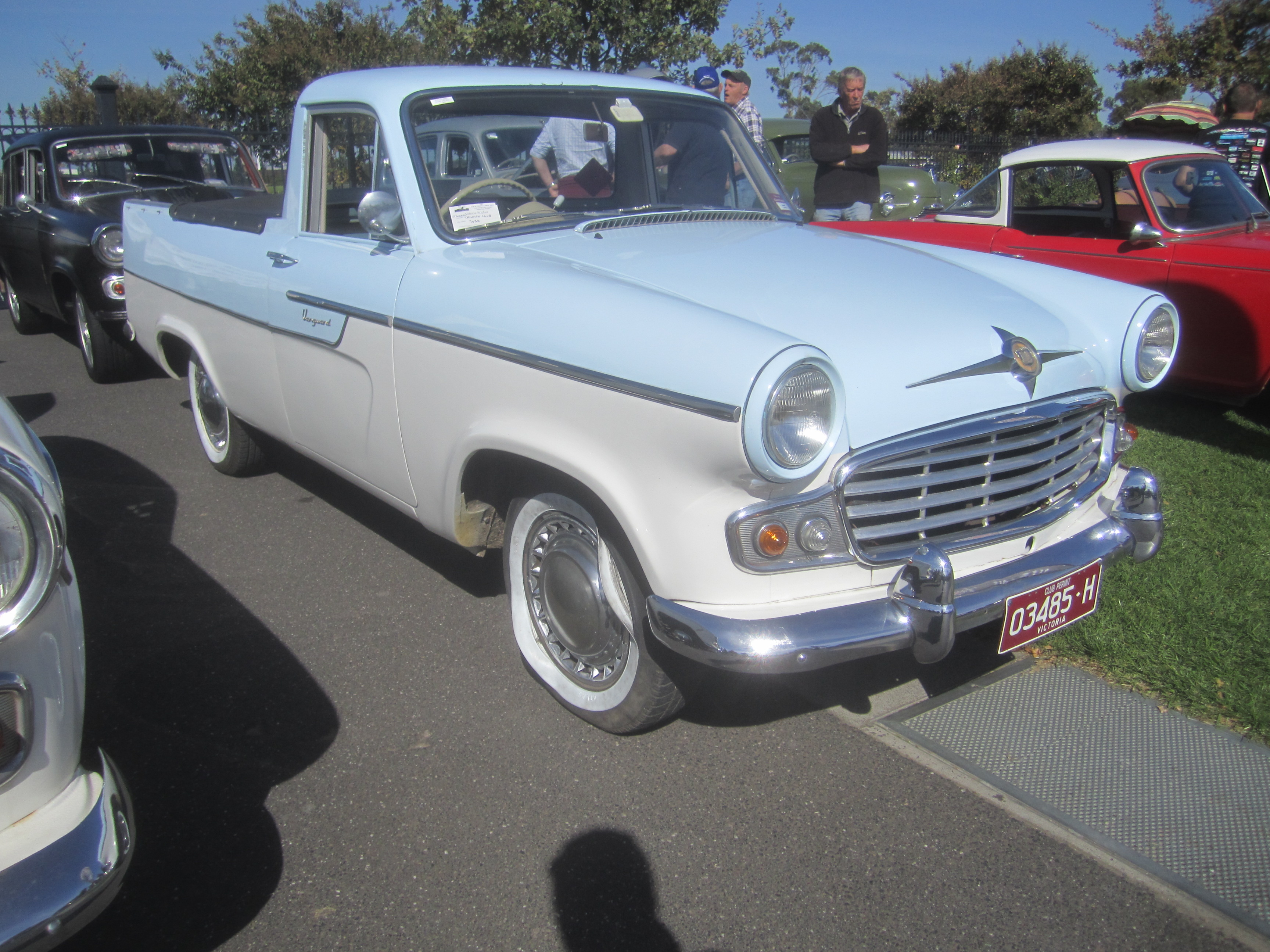
Utilitaire Standard Vanguard Vignale.

## Vanguard Six
Introduite à la fin 1960, la dernière des Vanguard avait un moteur six-cylindres de 1.998 cm³ avec des soupapes en tête à poussoirs : c'est le moteur qui sera par la suite installé dans la Triumph 2000. Le taux de compression est de 8,0:1, et deux carburateurs Solex sont montés, donnant une puissance de 80 ch (60 kW) à 4.500 tr/min. Extérieurement, les seules différences avec la Vignale sont les badges, mais l'intérieur a été mis à jour.
La production australienne inclut un coupé utilitaire et des camionnettes. Au début de la production du modèle, les feux arrière du coupé utilitaire sont remplacés par des feux à l'horizontale, avec une autre carrosserie arrière.
Une Vanguard Six a été testée par le magazine britannique The Motor en 1960. Il a enregistré une vitesse de pointe de 140,3 km/h, une accélération de 0 à 97 km/h en 17.0 secondes et une consommation de carburant de 11,3 L/100 km. La voiture de l'essai coûtait £1021, taxes de £301 comprises.

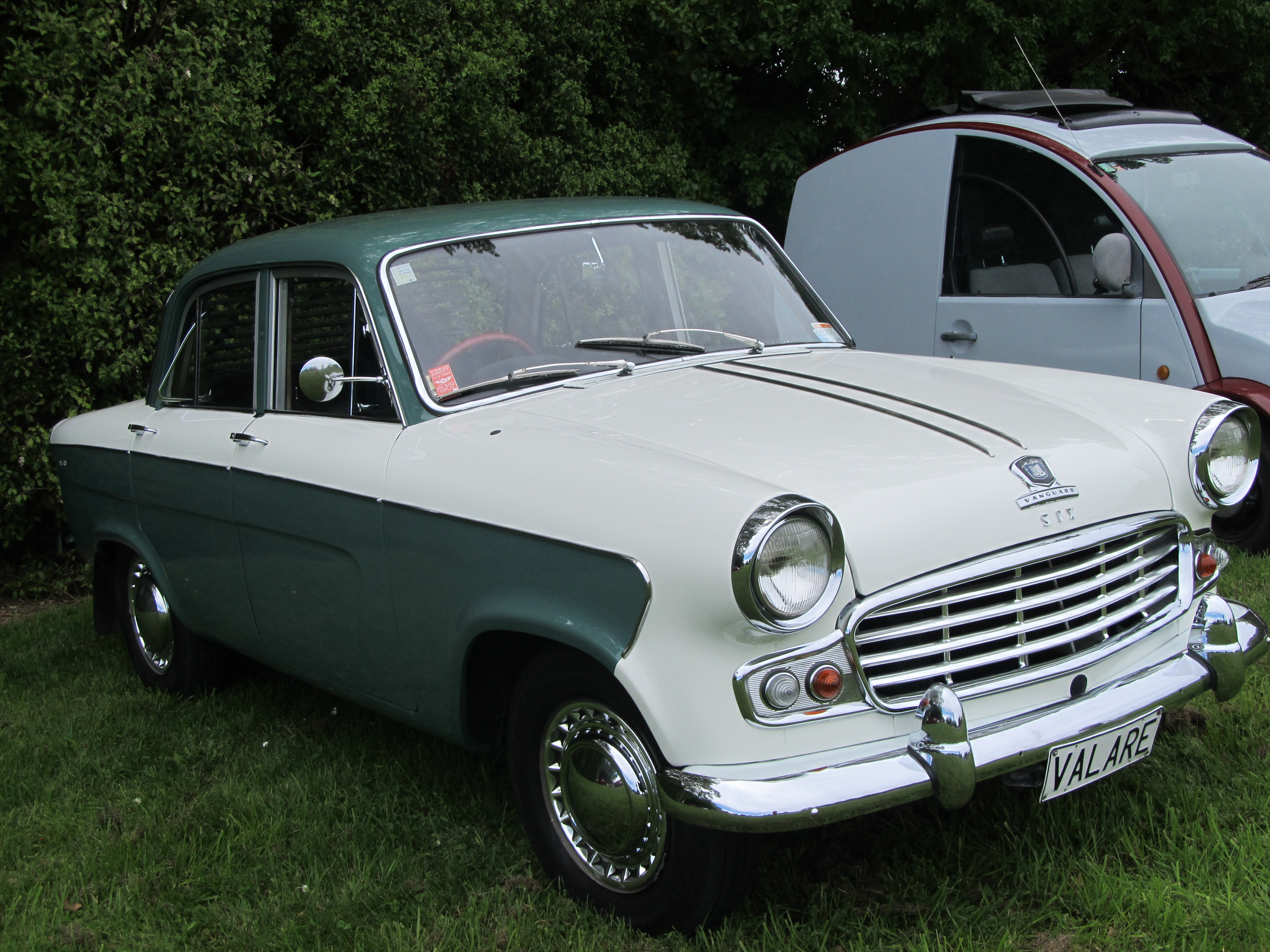
Berline Standard Vanguard Six.
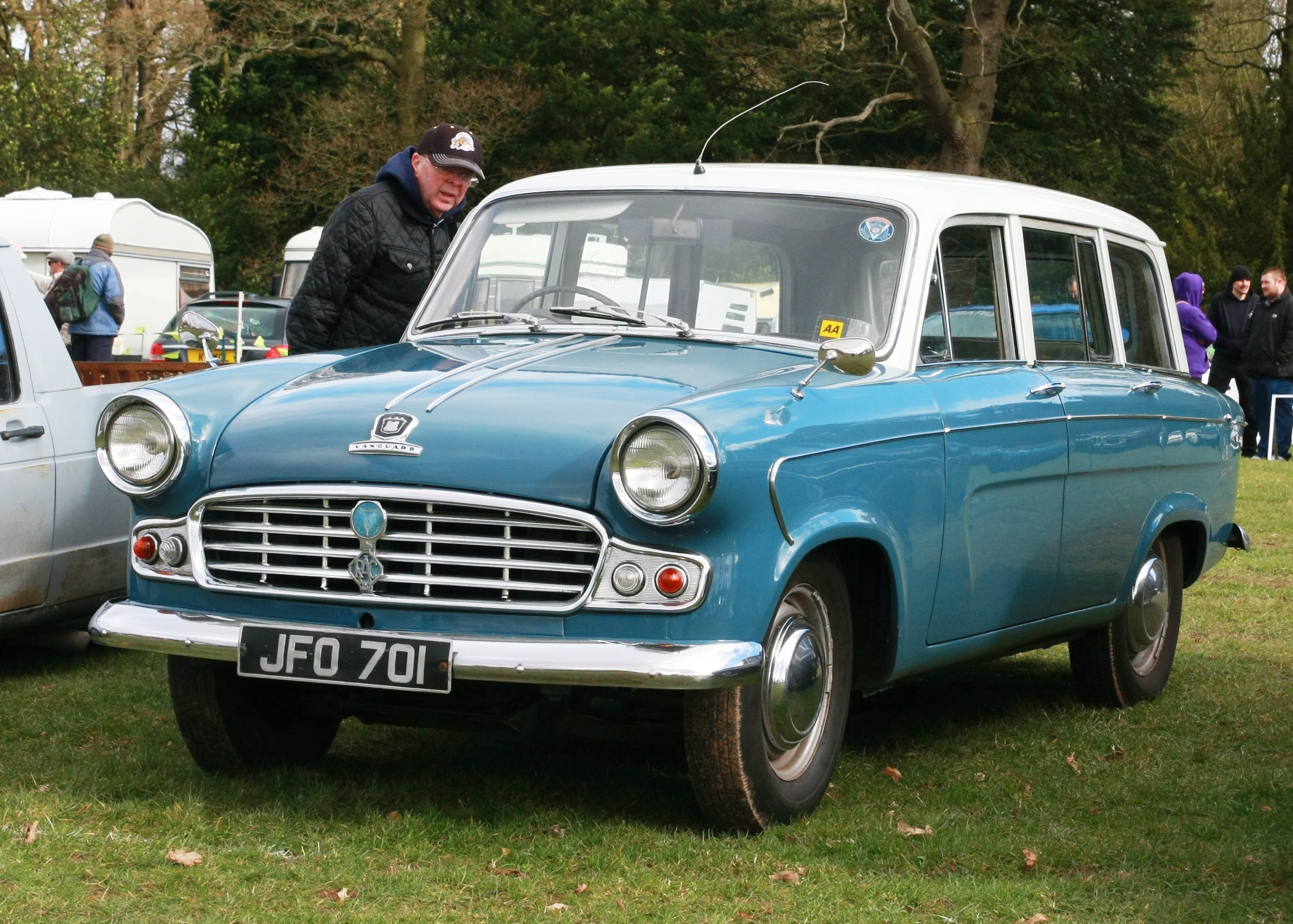
Break Standard Vanguard Six.
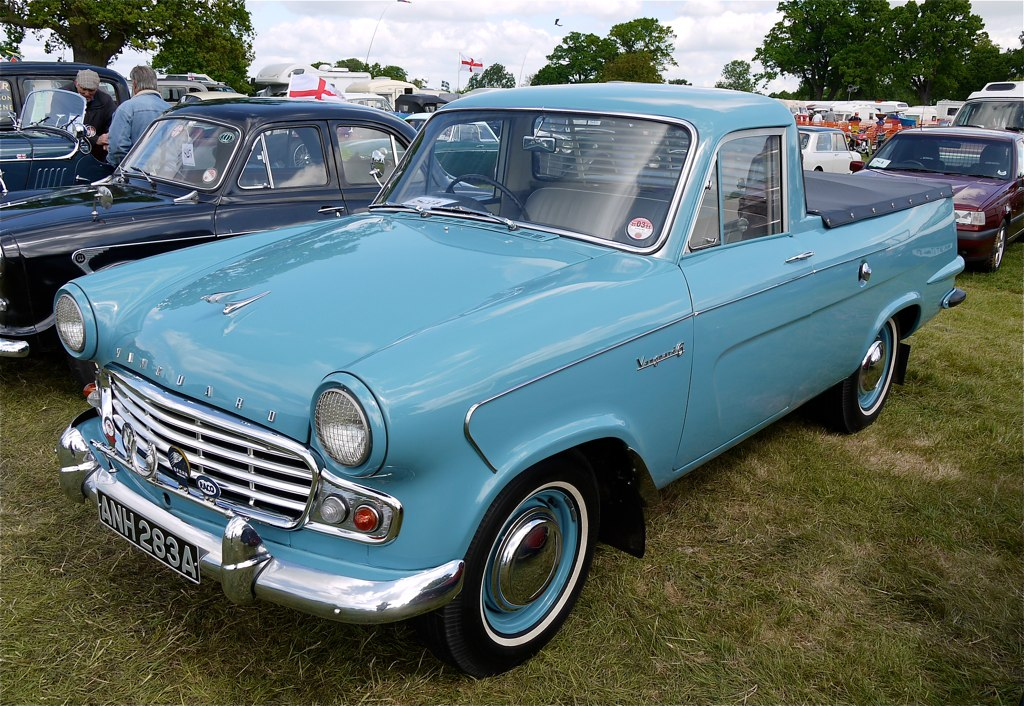
Standard Vanguard Six Utilitaire (version avec feux arrière horizontaux).

## Le remplacement et la fin de Standard
En 1958, Standard se départ de Massey Ferguson et utilise le produit de la vente pour développer la Triumph Herald. Ceci laisse la Vanguard, qui se vendait difficilement, comme modèle phare. C'était une conception de 1954, et pas une vraie concurrente pour les Vauxhall Velox et Ford Zephyr. Comme une mesure de panique, la Herald est agrandie et élargie dans un prototype de remplacement de la Vanguard. Une proposition est faite à American Motors pour construire le Rambler American sous licence. Leyland Motors reprend Standard-Triumph en 1960 et le prototype Triumph 2000 progresse avec de l'argent frais, adoptant le moteur utilisé par la Vanguard Six de 1961 à 1963. Le six était plus léger que l'ancien quatre et était un développement basé sur le moteur de la Standard Ten.
L'Ensign et la Vanguard sont remplacées en 1963 par la Triumph 2000, et le nom Standard disparut du marché Britannique après 60 ans.

## La Vanguard Coupé-Utilitaire

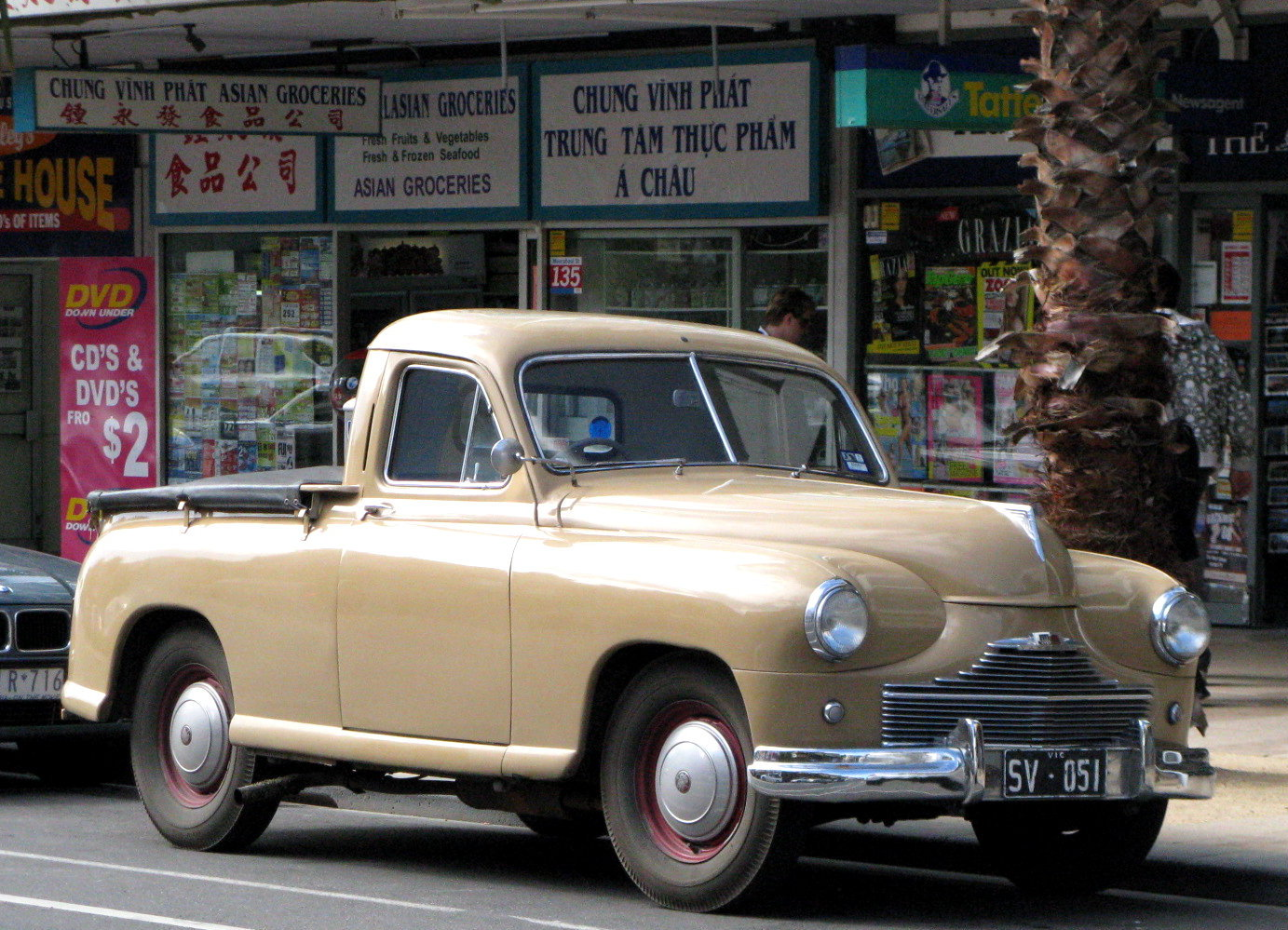
Coupé Utilitaire Standard Vanguard Phase I

En 1950, la filiale Australienne de la Standard Motor Company introduit une version coupé utilitaire de la Vanguard Phase I, équipé du moteur de 2.088 cm³ à quatre cylindres de la berline. Des versions Utilitaires de la Vanguard ont été produites en Australie au cours des années suivantes, la production se terminant en 1964.
La Vanguard Coupé Utilitaire a été vendue au Royaume-Uni comme pick-up. Le principal client est la base de la Royal Air Force, qui avait des Phase I et II. La Phase II commerciale resta disponible jusqu'en 1958, remplacée alors par la Phase III. Environ 50 pickups phase III allèrent à la société galloise de l'eau Welsh Water et le manuel d'atelier montre un pick-up avec une carrosserie Awson. Une fourgonnette et une camionnette à poste de conduite décalé sont présentées dans la brochure.
Les ventes au Royaume-Uni furent modestes, principalement en raison de la rude concurrence de la British Motor Corporation et des autres véhicules utilitaires Standard, y compris les 5 cwt et plus tard 7 cwt. Standard concentra ensuite ses efforts sur le véhicule à marche avant Atlas.

## Modèles réduits
- Dinky Toys fit un modèle de la Phase I.
- Corgi toys avait un modèle de la berline Phase III dans sa gamme de 1957 à 1961, le modèle No 207.[35] En outre, une berline Phase III présentée comme voiture d'état-major de la Royal Air Force était disponible entre 1958 et 1962, le modèle N ° 352.[36]